# Estelle Mossely
Estelle Mosselly (ur. 19 sierpnia 1992 w Créteil) – francuska bokserka wagi lekkiej, mistrzyni olimpijska, mistrzyni świata.
Jako pierwsza Francuzka zostaje mistrzynią olimpijską w boksie, zdobywając złoty medal w wadze lekkiej podczas Letnich Igrzysk Olimpijskich w 2016 roku w Rio de Janeiro.

## Kariera
W 2014 roku zdobywa srebrny medal podczas Mistrzostw Europy w Boksie w Bukareszcie. Tego samego roku zdobywa brązowy medal podczas Mistrzostw Świata w Jeju w wadze lekkiej.
W 2016 roku zdobywa swój pierwszy tytuł mistrzowski podczas Mistrzostw Świata w Boksie 2016 w Astanie, wygrywając w kategorii do 60 kg.
Na igrzyskach olimpijskich 2016 w Rio de Janeiro zdobyła złoty medal w kategorii poniżej 60 kg pokonując w finale, w dniu swoich urodzin, Chinkę Yin Junhua 2:1.
W 2024 roku ponownie wzięła udział w Letnich Igrzyskach Olimpijskich, gdzie w rywalizacji kobiet do 60 kg odpadła w pierwszej walce z Jajairą Gonzalez.

## Życie prywatne
Żona francuskiego boksera Tony Yoka, mistrza olimpijskiego z Rio de Janeiro w wadze superciężkiej.